# Salt Lake Cutoff
Der Salt Lake Cutoff ist eine der zahlreichen Abkürzungen (oder Cutoffs), die von den California, Mormon und Oregon Trails in den Vereinigten Staaten abzweigten. Er verlief nordwestlich von Salt Lake City in Utah weg und nördlich am Großen Salzsee vorbei, bevor er in der Nähe der City of Rocks in Idaho wieder auf den California Trail traf. Er bot eine Möglichkeit, in Salt Lake City (der damals einzigen bedeutenden Stadt auf dem Weg) Halt zu machen, um Reparaturen durchzuführen und Vorräte und Vieh einzukaufen. In späteren Jahren wurde er von Zehntausenden von Siedlern und Goldsuchern auf ihrem Weg von oder nach den zukünftigen Bundesstaaten Kalifornien, Oregon, Utah, Idaho, Montana, Nevada oder Washington ostwärts und westwärts genutzt.

## Geschichte
Samuel J. Hensley (1816–1866) führte im Sommer 1848 eine Gruppe von zehn Männern mit Lasttieren Richtung Kalifornien. Sie wollten den Hastings Cutoff nehmen, doch war die Salzebene südlich des Großen Salzsees nach starken Regenfällen zu sehr aufgeweicht. Daher kehrten sie nach Salt Lake City zurück und suchten stattdessen einen Weg auf der Westseite des Großen Salzsees nach Norden, zurück zum Oregon und California Trail (die hier zusammen verliefen), die sie in der Nähe der City of Rocks erreichten, etwa 11 km nördlich der heutigen Grenze zwischen Utah und Idaho. Dieser neue Weg wurde als „Salt Lake Cutoff“ bekannt und war ungefähr so lang wie die Standardroute über Fort Hall zur City of Rocks.
Am Humboldt River traf Hensley auf eine Gruppe ehemaliger Angehöriger des Mormonenbataillons unter Samuel Thompson, die mit Planwagen auf dem California Trail nach Osten reisten, um zu ihren Familien in Utah zurückzukehren. Hensley erzählte ihnen von dem neuen Weg. Am 15. September 1848 fand Thomsons Gruppe den Abzweig in der Nähe der Felsformation namens Twin Sisters. Sie folgten dem Weg bis nach Salt Lake City und bauten ihn zu einer mit Wagen befahrbaren Straße aus.
Als die Goldsucher von 1849 (die Forty-Niners) von dieser neuen Route zu den kalifornischen Goldfeldern hörten, machten viele Tausende den Umweg über Salt Lake City, um dort Vorräte und Vieh zu kaufen. Schätzungsweise 10.000 bis 15.000 Auswanderer in Richtung Kalifornien oder Oregon kamen zwischen 1849 und 1852 durch Salt Lake City. Tausende weitere folgten jedes Jahr vor 1869, als die First Transcontinental Railroad in Betrieb ging.